# Kozlov (okres Jihlava)
Obec Kozlov (německy Koslau) se nachází v okrese Jihlava v Kraji Vysočina. Žije zde 471 obyvatel. Součástí obce je též větší část osady Loudilka.

## Název
Název se vyvíjel od varianty Kozlow (1585), z Kozlova (1597), Kosslow (1679), Kocžlow (1718), Koslaw (1720), Kozlau (1751), Koslau a Kozlow (1846) až k podobám Kozlau a Kozlov v roce 1872). Místní jméno vzniklo přidáním přípony -ov k osobnímu jménu Kozel.

## Historie
První písemná zmínka o obci pochází z roku 1451, kdy byla zdejší rychta za 20 kop grošů osadníky vykoupena od opata třebíčského kláštera Trojana. Od roku 1550 tvořila obec součást panství Luka, které Bohuslav Rut z Dírné. V roce 1556 získává Kozlov od krále Ferdinanda I. Vratislav II. z Pernštejna. Ten už v roce 1558 nechal obec zapsat Burianovi Osovskému z Doubravice, který panství v roce 1560 přenechal Janu Zahrádeckému ze Zahrádek. V roce 1585 mění Kozlov majitele znovu, když jej Arnošt Zahrádecký ze Zahrádek (i jménem svých mladších bratrů Oldřicha a Smila) daroval Matouši Grýnovi ze Štircnberku a na Stránkách.
V letech 1869–1950 spadala pod správu Kozlova osada Rytířsko. Od 1. července 1989 do 31. prosince 1991 byl část Luk nad Jihlavou. Obec Kozlov v roce 2000 obdržela ocenění v soutěži Vesnice Vysočiny, konkrétně získala ocenění zelená stuha, tj. ocenění za péči o zeleň a životní prostředí. Od 31. května 2005 obec užívá znak a vlajku.

## Přírodní poměry
Kozlov leží v okrese Jihlava v Kraji Vysočina. Nachází se 3,5 km jižně od Jamného, 4 km severozápadně od Vysokých Studnic, 5 km severně od Luk nad Jihlavou a 3,5 km severovýchodně od Velkého Beranova. Geomorfologicky je oblast součástí Česko-moravské subprovincie, konkrétně Hornosázavské pahorkatiny a jejího podcelku Jihlavsko-sázavská brázda, v jejíž rámci spadá pod geomorfologický okrsek Beranovský práh. Průměrná nadmořská výška činí 505 metrů. Nejvyšší bod, Vršky (551 m n. m.), leží severovýchodně od obce. Kozlovem protéká Kozlovský potok, do něhož se zleva na jihu vlévá potok Loudilka, na němž se nachází stejnojmenný rybník. Na návsi se nachází Návesní rybník, na horním toku Kozlovského potoka se rozkládají četné rybníky, např. Na Cípu a Na Křižance. Severovýchodní hranici katastru tvoří řeka Šlapanka.

## Obyvatelstvo
Podle sčítání 1930 zde žilo v 109 domech 580 obyvatel. 580 obyvatel se hlásilo k československé národnosti. Žilo zde 580 římských katolíků.
| Rok            | 1869 | 1880 | 1890 | 1900 | 1910 | 1921 | 1930 | 1950 | 1961 | 1970 | 1980 | 1991 | 2001 | 2011 |
| Počet obyvatel | 472  | 507  | 657  | 731  | 685  | 608  | 580  | 504  | 464  | 426  | 437  | 434  | 450  | 443  |

## Obecní správa a politika

### Místní části, členství ve sdruženích
Obec leží na katastrálním území Kozlov u Jihlavy a je členem Svazku obcí mikroregionu Loucko a místní akční skupiny LEADER – Loucko.

### Zastupitelstvo a starosta
Obec má sedmičlenné zastupitelstvo, v jehož čele stojí starostka Milada Jiráčková.
| Období    | Voliči | Účast v % | Mandáty | Výsledky                                     | Starosta          |
| --------- | ------ | --------- | ------- | -------------------------------------------- | ----------------- |
| 2002–2006 | 343    | 64,14     | 7       | 7 Za obec krásnější                          | Alžběta Rychtecká |
| 2006–2010 | 364    | 60,44     | 7       | 7 Za obec krásnější                          | Milada Jiráčková  |
| 2010–2014 | 370    | 76,22     | 7       | 5 NEPOLITIKAŘÍME-PRACUJEME 2 JE ČAS NA ZMĚNU | Milada Jiráčková  |
| 2014–2018 | 382    | 59,69     | 7       | 7 NEPOLITIKAŘÍME-PRACUJEME                   | Milada Jiráčková  |

### Znak a vlajka
Právo užívat znak a vlajku bylo obci uděleno rozhodnutím Poslanecké sněmovny Parlamentu České republiky dne 31. května 2005. Znak: V modrém štítě zlatý gotický dvojklíč, jehož držadlem je provlečen postavený stříbrný meč se zlatým jílcem provázený nahoře dvěma zlatými růžemi s prázdnými semeníky a zelenými kališními lístky. Vlajka: List tvoří tři svislé pruhy, žlutý, modrý a žlutý, v poměru 1:4:1. Uprostřed žlutý gotický dvojklíč, jehož držadlem je provlečen bílý meč se žlutým jílcem hrotem dolů. Poměr šířky k délce je 2:3.

## Hospodářství a doprava
V obci sídlí firmy Zemědělské družstvo Velký Beranov, GOFY s.r.o., HOTEL HLAVÁČ, s.r.o., VERTICAL INTERNATIONAL, s.r.o., Investigation Securities s.r.o., STRATEGIN 1 a.s., Kontrolní a měrová služba v.o.s., Best Food a.s., UNIXAN s.r.o. a obchod firmy LAPEK, a.s. a VIKKO s.r.o. Katastrem obce prochází dálnice D1 s částí exitu 119 Velký Beranov. Na území obce zasahuje část silnice II/353 v úseku Žďár nad Sázavou – Jihlava, dále zde začíná silnice II/404 pokračující na Luka nad Jihlavou a prochází silnice II/602 v úseku Měřín Jihlava. Silniční síť doplňuje silnice III/3532 Rytířsko – Kozlov – II/404. Dopravní obslužnost zajišťují dopravci ICOM transport, TRADO-BUS a Tourbus. Autobusy jezdí ve směrech Brno, Velké Meziříčí, Jihlava, Tábor, Písek, Strakonice, Velká Bíteš, Luka nad Jihlavou, Bítovčice, Kamenice, Vržanov, Měřín, Bransouze, Arnolec, Věžnice, Nadějov, Jamné, Bohdalov, Žďár nad Sázavou a Náměšť nad Oslavou. Obcí prochází cyklistická trasa č. 5215 z Rytířska do Luk nad Jihlavou.

## Školství, kultura a sport
Základní škola a Mateřská škola Kozlov je příspěvková organizace, kterou zřizuje obec Kozlov. Mateřská škola má kapacitu 49 dětí a základní škola pro 1. stupeň 40 žáků. Sídlí zde knihovna. Působí zde Sbor dobrovolných hasičů Kozlov. Tělovýchovná jednota Kozlov hraje v sezoně 2014/2015 fotbalovou III. třídu mužů v okrese Jihlava.

## Pamětihodnosti
- Kostel svatého Jana a Pavla

## Osobnosti
- Matthias Sindelar (1903–1939), fotbalista